# CONCACAF Champions' Cup 1962
La CONCACAF Champions' Cup 1962 è stata la 1ª edizione della massima competizione calcistica per club centronordamericana, la CONCACAF Champions' Cup. 
Il torneo venne disputato da 8 squadre provenienti da 7 nazioni diverse: Antille Olandesi, Costa Rica, El Salvador, Guatemala, Haiti, Honduras e Messico. Le vincenti dei tre gruppi eliminatori (Nord America, Centro America e Caraibi) si qualificavano alla fase finale; i campioni del Centro America e dei Caraibi si affrontavano tra di loro in semifinale per decidere chi avrebbe affrontato il campione del Nord America nella finale.
Il Club Deportivo Guadalajara vinse la finale e conquistò il suo primo titolo.

## America Settentrionale
| Squadra 1   | Totale | Squadra 2 | Andata | Ritorno |
| ----------- | ------ | --------- | ------ | ------- |
| Guadalajara | 5-0    | Herediano | 2-0    | 3-0     |

## America centrale

### Primo turno
| Squadra 1 | Totale | Squadra 2      | Andata | Ritorno |
| --------- | ------ | -------------- | ------ | ------- |
| Águila    | 1-2    | Comunicaciones | 1-1    | 0-1     |
| Olimpia   | 1-2    | Alajuelense    | 0-1    | 1-1     |

### Secondo turno
| Squadra 1      | Totale | Squadra 2   | Andata | Ritorno |
| -------------- | ------ | ----------- | ------ | ------- |
| Comunicaciones | 5-4    | Alajuelense | 3-1    | 2-3     |

## Caraibi
| Squadra 1        | Totale | Squadra 2 | Andata | Ritorno |
| ---------------- | ------ | --------- | ------ | ------- |
| Etoile Haïtienne | 4-3    | Sithoc    | 3-2    | 1-1     |

## Fase finale

### Semifinale
| Squadra 1      | Totale | Squadra 2        | Andata | Ritorno |
| -------------- | ------ | ---------------- | ------ | ------- |
| Comunicaciones | 3-1    | Etoile Haïtienne | 2-0    | 1-1     |

### Finale
| Squadra 1      | Totale | Squadra 2   | Andata | Ritorno |
| -------------- | ------ | ----------- | ------ | ------- |
| Comunicaciones | 0-6    | Guadalajara | 0-1    | 0-5     |